# Ингушская Википедия
Ингу́шская Википедия (ингуш. Гӏалгӏай Википеди) — официальный раздел Википедии на ингушском языке. Создан 18 апреля 2018 года по адресу: inh.wikipedia.org. За три месяца до этого Языковым комитетом Фонда Викимедиа данный проект был одобрен. К 20 апреля 2018 года была завершена работа по переносу большинства статей из «Инкубатора Викимедиа» на новый домен. В инкубаторе ингушский проект провел чуть больше 10 лет.
На 18 июля 2025 года в Ингушской Википедии насчитывается 2406 статей. По этому показателю раздел находится на 259 месте среди всех разделов Википедии.
Администратором Ингушской Википедии является Муса Евлоев